# Vải không dệt
Vải không dệt (non- woven fabric) là thuật ngữ được sử dụng trong ngành sản xuất dệt may để biểu thị các loại vải được tạo ra không phải bằng phương pháp dệt thoi hay dệt kim. Một số vật liệu không dệt không có đủ tính chắc chắn trừ khi được tăng cường hoặc gia cố bởi lớp lót. Trong những năm gần đây, các sản phẩm không dệt đã trở thành loại vải thay thế cho bọt polyurethane.
Vải không dệt giống như vải được làm từ sợi xơ ngắn (ngắn) và sợi xơ dài (dài liên tục), liên kết với nhau bằng cách xử lý hóa học, cơ học, nhiệt hoặc dung môi.

## Thông tin về vải không dệt
Vải không dệt được định nghĩa rộng rãi là các cấu trúc tấm hoặc mạng lưới liên kết với nhau bằng sợi hoặc sợi tơ (bằng cách đục màng) một cách cơ học, nhiệt hoặc hóa học. Chúng là những tấm xốp phẳng hoặc chần được làm trực tiếp từ các sợi riêng biệt, nhựa nóng chảy hoặc màng nhựa. Chúng không được tạo ra bằng cách dệt hoặc đan và không yêu cầu chuyển đổi sợi thành sợi.
Thông thường, một tỷ lệ nhất định của vải tái chế và vật liệu gốc dầu được sử dụng trong vải không dệt. Tỷ lệ vải tái chế khác nhau dựa trên cường độ của vật liệu cần thiết cho việc sử dụng cụ thể. Ngoài ra, một số loại vải không dệt có thể được tái chế sau khi sử dụng, được xử lý thích hợp và tiện nghi. Vì lý do này, một số người coi sản phẩm không dệt là một loại vải sinh thái hơn cho các ứng dụng nhất định, đặc biệt là trong các lĩnh vực và ngành công nghiệp nơi các sản phẩm sử dụng một lần hoặc một lần là quan trọng, chẳng hạn như bệnh viện, trường học, viện dưỡng lão và phòng ở sang trọng.
Vải không dệt là loại vải được thiết kế có thể sử dụng một lần, có tuổi thọ hạn chế hoặc rất bền. Vải không dệt cung cấp các chức năng cụ thể như độ thấm hút, chống thấm chất lỏng, độ đàn hồi, độ căng, độ mềm, độ bền, khả năng chống cháy, khả năng giặt, đệm, cách nhiệt, cách âm, lọc, sử dụng như một hàng rào vi khuẩn và vô trùng. Các tính chất này thường được kết hợp để tạo ra các loại vải phù hợp cho các công việc cụ thể, đồng thời đạt được sự cân bằng tốt giữa thời gian sử dụng sản phẩm và chi phí. Chúng có thể bắt chước hình dáng, kết cấu và độ bền của vải dệt và có thể cồng kềnh như những miếng đệm dày nhất. Kết hợp với các vật liệu khác, tạo ra một phổ các sản phẩm có tính chất đa dạng, và được sử dụng một mình hoặc làm thành phần của hàng may mặc, đồ nội thất gia đình, chăm sóc sức khỏe, kỹ thuật, công nghiệp và hàng tiêu dùng.

## Quá trình sản xuất
Các sản phẩm không dệt thường được sản xuất bằng cách ghép các sợi nhỏ lại với nhau dưới dạng tờ hoặc mảng (tương tự như giấy trên máy giấy). Sau đó buộc chúng bằng cơ học (như trong trường hợp nỉ, bằng cách lồng chúng với kim có răng cưa ma sát giữa các sợi tạo ra một loại vải mạnh hơn), bằng chất kết dính hoặc nhiệt (bằng cách sử dụng chất kết dính (ở dạng bột, bột nhão hoặc làm tan chảy polymer) và làm chảy chất kết dính lên web bằng cách tăng nhiệt độ).

### 4 bước cơ bản trong quy trình sản xuất vải không dệt:

#### Nguyên liệu
- Xơ cho công nghiệp giấy (2-16mm).
- Xơ cho công nghiệp dệt (10-200mm).
- Filament (một dạng sợ công polyester cơ bản).

#### Bước 1: Tạo màng
- Tạo màng bằng phương pháp ướt và phương pháp khí…
- Dùng máy chải để tạo màng với các hệ máy chải: bông, len, khí
- Tạo màng bằng các phương pháp: SB, MB, kéo màng tốc độ cao…

#### Bước 2: Xếp màng xơ
- Xếp lớp ngang, kéo giãn, trộn, uốn màng xơ…

Bước 3: Liên kết màng xơ
- Xuyên kim, làm rối thủy lực, hóa học, dùng sóng siêu âm, cán lá, kết dính nhiệt…

#### Bước 4: Xử lý hoàn tất
- Tráng phủ, đốt, dập nổi, in, dát mỏng

## Ứng dụng
Vật liệu không dệt được sử dụng trong nhiều ứng dụng, bao gồm:

### Y khoa
- Áo choàng cách ly
- Áo choàng phẫu thuật
- Màn phẫu thuật và bìa
- Mặt nạ phẫu thuật
- Quần áo phẫu thuật
- Mũ
- Bao bì y tế: độ xốp cho phép khử trùng khí
- Găng tay
- Bao giày
- Khăn tắm
- Băng vết thương
- Trát tường

### Bộ lọc
- Xăng, dầu và không khí - bao gồm lọc HEPA
- Nước, cà phê, túi trà
- Ngành công nghiệp dược phẩm
- Chế biến khoáng sản
- Bộ lọc chất lỏng và túi lọc
- Túi chân không
- Màng gây dị ứng hoặc cán mỏng với các lớp không dệt

### Vải địa kỹ thuật
- Túi vải địa kỹ thuật không dệt bền hơn nhiều so với túi dệt có cùng độ dày. Thùng vải địa kỹ thuật không dệt (túi cát) được sử dụng cho:
- Chất ổn định đất và chất ổn định nền móng đường bộ chống xói mòn kênh đào xây dựng hệ thống thoát nước bảo vệ sương mù ao hồ và rào chắn nước kênh rào chắn cát cho hệ thống thoát nước lót gạch.
- Chúng mạnh mẽ hơn so với các vật liệu dệt trong việc xử lý, và do đó vải không dệt thường được ưa thích trong các dự án chống xói mòn quy mô lớn.

### Khác
- Ứng dụng trong sản xuất tã, băng vệ sinh phụ nữ và các vật liệu thấm hút khác.
- Vật liệu tổng hợp: cán biển, cán mỏng, thảm sợi băm nhỏ.
- Bao bì nơi cần độ xốp
- Các túi mua sắm
- Vật liệu cách nhiệt (sợi thủy tinh)
- Cách âm cho các thiết bị, linh kiện ô tô và tấm ốp tường
- Gối, đệm, lõi nệm, và đệm bọc
- Đánh bóng trong mền hoặc chăn
- Mặt nạ tiêu dùng và y tế
- Phong bì thư
- Vải dầu, lều và bao phủ vận chuyển (gỗ, thép)
- Quần áo dùng một lần (bao chân, quần yếm)
- Nhà chống thời tiết
- Khăn lau phòng sạch
- Vật liệu làm chậu